# Whisky e Dixie
Whisky e Dixie è un album inciso nel 1967 da Jula de Palma con la New Orleans Jazz Band di Carlo Loffredo.
Il disco, mai ripubblicato e tuttora inedito in CD, fu registrato all'indomani di una trasmissione televisiva che vedeva la cantante accompagnata da un gruppo musicale.
Per la registrazione non furono usate sovraincisioni e la cantante incise la sua voce in diretta, simultaneamente all'esecuzione della base orchestrale.

## Tracce

### Lato A
1. Sola me ne vo' per la città (In cerca di te) (Gian Carlo Testoni-Eros Sciorilli)
2. Sonny Boy (Henderson-Brown-De Silva-Jolson)
3. Dove e quando (Where Or When) (Rodgers-Hart)
4. Medley:

Tre (son le cose che piacciono a me) (Vittorio Mascheroni-Angelo Ramiro Borella)
Lodovico (Mascheroni-Luciano Ramo)
Canto (quel motivetto che mi piace tanto) (Dan Caslar-Michele Galdieri)
Ba ba baciami piccina (Riccardo Morbelli-Luigi Astore)
Notte e dì (Gino Redi-Nisa)
Non t'arrabbiare (Green)
5. Night and Day (Cole Porter)

### Lato B
1. Un vecchio dixieland (Aristide Bascerano-Giovanni D'Anzi)
2. Mon Homme (Yvan-Pollack-Charles)
3. Moritat (Brecht-Weill)
4. Nostalgico Slow (Mascheroni-Marf)
5. Mr. Paganini (Sam Coslow-Gilbert Obermair)
6. Amore baciami (Gian Carlo Testoni-Carlo Alberto Rossi)

## Formazione
- Jula De Palma - voce
- Carlo Loffredo - contrabbasso, chitarra, banjo
- Rodolfo Mattozzi - pianoforte
- Antonio Golino - batteria
- Piero Saraceni - tromba
- Marcello Rosa - trombone
- Gianni Sanjust - clarino
- Carlo Sili - basso tuba